# Sun Valley Serenade
Sun Valley Serenade (en Argentina, Contigo me he de casar; en España, Tú serás mi marido) es una película musical dirigida por H. Bruce Humberstone en 1941, y protagonizada por Sonja Henie, John Payne, Glenn Miller, Milton Berle y Lynn Bari (doblada en las canciones por Pat Friday) . La música de la película está interpretada por la Glenn Miller Orchestra, además aparecen los bailarines Nicholas Brothers y Dorothy Dandridge. Es especialmente famoso el fragmento donde se interpreta la canción de Glen Miller Chattanooga Choo Choo, canción que ganó el primer disco de oro, llegando a alcanzar unas ventas superiores al millón de copias.
La película se beneficia del fortuito hallazgo en los archivos de la Twentieth Century-Fox, de registros conteniendo sonido óptico multicanal. Estas grabaciones tenían como objeto lograr un mejor balance en las mezclas sonoras de los números musicales. 
Es a partir de ellas que en las versiones restauradas de la película en DVD y Blue-ray, varios segmentos musicales pueden escucharse en sonido estereofónico. Entre ellos el notable Chattanooga Choo Choo , en el que además de Glenn Miller y su orquesta aparece el grupo vocal The Modernaires, la cantante Paula Kelly y el saxofonista y vocalista Tex Beneke. El tema musical incluye un destacable número de danza y claqué a cargo de Dorothy Dandridge y los Nicholas Brothers. 
Si bien las tomas sonoras multicanal no se realizaron con el objetivo de obtener sonido estereofónico, el resultado es de un muy aceptable nivel y un testimonio musical único.  Para otros segmentos de la película de las que no se conservaron las cintras de mezcla, el sonido monoaural fue recanalizado electrónicamente siendo apreciable la diferencia con las tomas que se benefician del sonido multicanal.
Destaca dentro del film la escena de patinaje sobre hielo negro concebida para lucimiento de Sonja Henie, ganadora de varias medallas olímpicas de oro en patinaje sobre hielo, y también extraordinaria patinadora artística. 

## Argumento
Ted Scott (John Payne) es un pianista de una banda musical, cuyo jefe publicitario decide que deben adoptar a una niña refugiada extranjera, para lo cual viajan a la Isla Ellis, cerca de Nueva York. Pronto descubren que la refugiada no es una niña de diez años, como ellos pensaban, sino una mujer joven, Karen Benson (Sonja Henie). Karen quiere que Ted se enamore de ella y lo seduce. Ted es novio de Vivian Dawn (Lynn Bari), la solista de la banda, y cuando esta piensa que su novio quiere a Karen, abandona la banda disgustada de celos.